# 李志德
李志德（台灣媒體工作者，曾待過聯合報、台灣蘋果日報、自由亞洲電台，曾任公視新聞部經理、端傳媒總編輯，現擔任《鏡週刊》文化組副總編輯、自由亞洲電台亞洲事實查核實驗室主任。

## 生平
- 1989年，李志德畢業於臺北市立建國高級中學。
- 1996年，李志德從台大中文系畢業，隨後到聯合報擔任編輯。[1]
- 2001年，李志德從淡江大學國際事務與戰略研究所畢業。
- 2014年，李志德任自由亞洲電台記者，當時李志德坦言，現在境外媒體是他最喜歡的自由環境，不但讓記者可以認真發揮，也能讓讀者有綜觀議題全貌的機會。[2]
- 2015年，李志德轉換跑道至新媒體，擔任端傳媒台灣區主編。
- 2016年，李志德被推舉成為台灣新聞記者協會會長。
- 2017年，李志德接掌公視新聞部經理。[3]
- 2018年4月初，端傳媒總編輯張潔平低調離職，職缺由李志德回鍋接任。[4]
- 2020年2月，李志德改加入鏡傳媒，擔任《鏡週刊》文化組副總編輯。
- 2022年10月，擔任自由亞洲電台亞洲事實查核實驗室主任。

## 經歷
- 聯合報地方版編輯、政治組記者
- 台灣蘋果日報大陸中心記者
- 自由亞洲電台駐台記者、亞洲事實查核實驗室主任
- 公共電視文化事業基金會新聞部經理
- 端傳媒台灣區主編、總編輯
- 《鏡週刊》文化組副總編輯

## 學歷
- 國立台灣大學中國文學系
- 淡江大學國際事務與戰略研究所